# Centre (Alabama)
 Denne artikel omhandler byen Centre (Alabama). Der er også andre byer med dette navn, se Centre.
Centre er en by i den nordøstlige del af delstaten Alabama i USA. Den er administrativt centrum for det amerikanske county Cherokee County og har 3.587 (2020) indbyggere.